# Diospyros dendo
Diospyros dendo là một loài thực vật có hoa trong họ Thị. Loài này được Welw. ex Hiern mô tả khoa học đầu tiên năm 1873.